# IC 1201
IC 1201 ist eine Spiralgalaxie vom Hubble-Typ Sb im Sternbild Drache am Nordsternhimmel. Sie ist schätzungsweise 325 Millionen Lichtjahre von der Milchstraße entfernt und hat einen Durchmesser von etwa 135.000 Lichtjahren.

Im selben Himmelsareal befinden sich u. a. die Galaxien NGC 6079, NGC 6091, IC 1204, PGC 2730901.
Das Objekt wurde am 2. August 1888 von Lewis Swift entdeckt.